# Monti Chatkal
I monti Chatkal (in kirghiso Чаткал тоо кыркасы?, Çatkal too kırkası; in uzbeco Чатқол тизмаси?, Chatqol tizmasi) sono una catena montuosa di Kirghizistan e Uzbekistan.
Si estendono in direzione nord-est/sud-ovest per una lunghezza di circa 200 km. Si trovano all’estremità occidentale del complesso montuoso del Tien Shan. Delimitano a nord-ovest la valle del Fergana. A ovest della valle, la catena è delimitata dall’omonimo fiume Chatkal. Verso nord essa si ricollega ai Talas-Alatau e a nord-est ai monti At-Oinok. La loro altezza media si aggira sui 3500 m, ma alla loro estremità meridionale si innalzano fino ai 4503 m. Verso sud si prolungano nei monti Qurama. La catena è costituita prevalentemente da micascisti, calcare e granito.
I versanti settentrionali scendono ripidi, mentre le pendici meridionali digradano dolcemente.
La valle del fiume Chatkal e le colline circostanti sono protette all’interno della riserva naturale di Besh-Aral. Nella parte settentrionale dei monti giace il Karatokoi, pittoresco lago di montagna. Ai piedi delle colline ad est dei monti Chatkal vi è il lago Sary-Chelek, attrezzato con strutture turistiche, che si trova entro i confini di una zona protetta e Riserva della Biosfera.
Nella parte sud-occidentale dei monti Chatkal sorge Chingon, area rinomata per gli sport invernali.